# Орнек (Рыскуловский район)
Орнек (каз. Өрнек) — село в Рыскуловском районе Жамбылской области Казахстана. Административный центр Орнекского сельского округа. Находится примерно в 151 км к западу от районного центра, села Кулан. Код КАТО — 315051100.

## Население
В 1999 году население села составляло 1549 человек (779 мужчин и 770 женщин). По данным переписи 2009 года, в селе проживало 1610 человек (824 мужчины и 786 женщин).